# سفين فيشر (لاعب كرة قدم)
سفين فيشر (بالألمانية: Sven Fischer)‏ (7 يناير 1977 بفايترشتات في ألمانيا - ) هو لاعب كرة قدم ألماني في مركز الدفاع. لعب مع روت فايس إيسن ونادي كولن وهانوفر 96 وSV Wilhelmshaven ‏ ونادي كولن 2 ‏ وTuS Celle FC ‏.

## وصلات خارجية
- سفين فيشر على موقع الاتحاد الدولي (مؤرشف)  (الإنجليزية)
- سفين فيشر على موقع بيانات كرة القدم. دي إي (الألمانية)
- سفين فيشر على موقع عالم كرة القدم.نت (الإنجليزية)